# Linhartská
Linhartská ulice na Starém Městě v Praze spojuje Mariánské náměstí a ulici U Radnice.

## Historie a názvy
Název ulice je odvozen od místního kostela svatého Linharta postaveného ve 12. století, zbořen byl v roce 1798 reformou císaře Josefa II. Prostor ulice byl součást cesty od tržiště na dnešním Staroměstském náměstí k vltavskému brodu a měl různé názvy:
- 14. a 15. století – "Kurný trh" nebo "Nový kurný trh"
- později – "V kuchyních" nebo "V kuchyňkách"
- 18. století – "Linhartský plácek" nebo "Linhartské náměstí"
- od roku 1928 – "Linhartská ulice" – vznikla při výstavbě Nové radnice v letech 1908-11.[2]

## Budovy, firmy a instituce
- Nová radnice – Linhartská 1[3]
- Dům U Pštrosů – Linhartská 2[4]
- Dům U tří Uhrů – Linhartská 4[5]
- Dům V Kurníku – Linhartská 6[6]
- Clam-Gallasův palác (Praha) – nárožní budova na Mariánském náměstí a Linhartské ulici